# مشعلة (قرية)
مشعلة قرية سوريّة تتبع إداريّاً لمحافظة حلب منطقة عفرين ناحية شران، بلغ تعداد سكانها 282 نسمة حسب التعداد السكاني لعام 2004.